# Třída Egret
Třída Egret byla lodní třída britských šalup z období druhé světové války. Celkem byly postaveny tři jednotky této třídy. Za druhé světové války byly dvě potopeny. Třetí byla po válce vyřazena.

## Stavba
Třída byla další evolucí předcházejících šalup třídy Bittern. Oproti ní měla mírně vyšší rychlost a výzbroj posílenou o dva 102mm kanóny. V letech 1937–1939 byly postaveny tři jednotky této třídy.
Jednotky třídy Egret:
| Jméno                        | Založení kýlu | Spuštěna | Vstup do služby | Status                                                                                     |
| ---------------------------- | ------------- | -------- | --------------- | ------------------------------------------------------------------------------------------ |
| HMS Auckland (U61, ex Heron) | 1937          | 1938     | listopad 1938   | Dne 24. června 1941 byla poblíž Tobruku potopena střemhlavými bombardéry Ju 87.            |
| HMS Egret (U75)              | 1937          | 1938     | listopad 1938   | Dne 27. srpna 1943 byla západně od přístavu Vigo potopena německou klouzavou pumou Hs 293. |
| HMS Pelican (U86)            | 1937          | 1938     | březen 1939     | Vyřazena.                                                                                  |

## Konstrukce

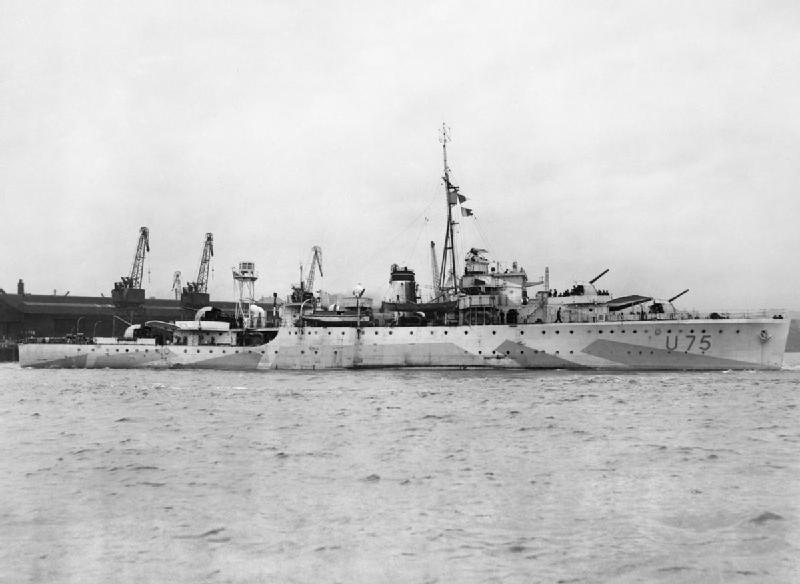
HMS Egret (U75)

Výzbroj tvořilo osm dvouúčelových 102mm kanónů ve dvoudělových věžích, které doplňovaly dva 47mm kanóny a čtyřhlavňový 12,7mm kulomet Vickers. Plavidla nesla dva vrhače a jednu skluzavku hlubinných pum, kterých bylo na palubě celkem 15 kusů. Pohonný systém tvořily dva tříbubnové kotle Admiralty a dvě parní turbíny Parsons, pohánějící dva lodní šrouby. Nejvyšší rychlost dosahovala 19,25 uzlu.

### Modernizace

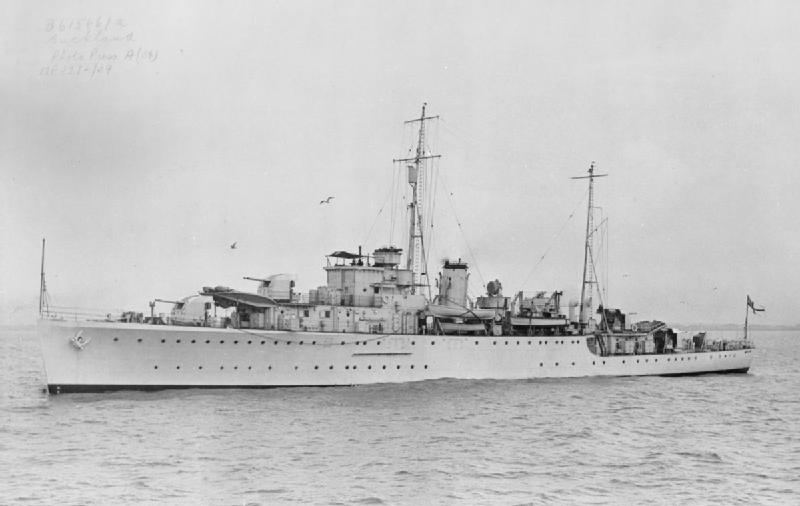
HMS Auckland (L61)

Během služby byla výzbroj dále upravována. Roku 1939 byly odstraněny 47mm kanóny, ale zásoba hlubinných pum byla zvětšena na 40 kusů. V letech 1942–1943 byla odstraněna jedna dělová věž a kulomety, které nahradily dva 20mm kanóny Oerlikon. Jediná přeživší šalupa Pelikan nesla roku 1946 šest 102mm kanónů, čtyři 40mm kanóny, čtyři 20mm kanóny a čtyři vrhače a dvě skluzavky hlubinných pum, kterých bylo neseno celkem 120 kusů.

## Služba
Třída byla velmi intenzivně nasazena ve druhé světové válce. Dvě šalupy byly v bojích potopeny. Šalupa Egret se stala historicky první lodí potopenou řízenou střelou, neboť ji 27. srpna 1943 poblíž portugalského přístavu Vigo potopila německá klouzavá puma Hs 293.